# Hetäre

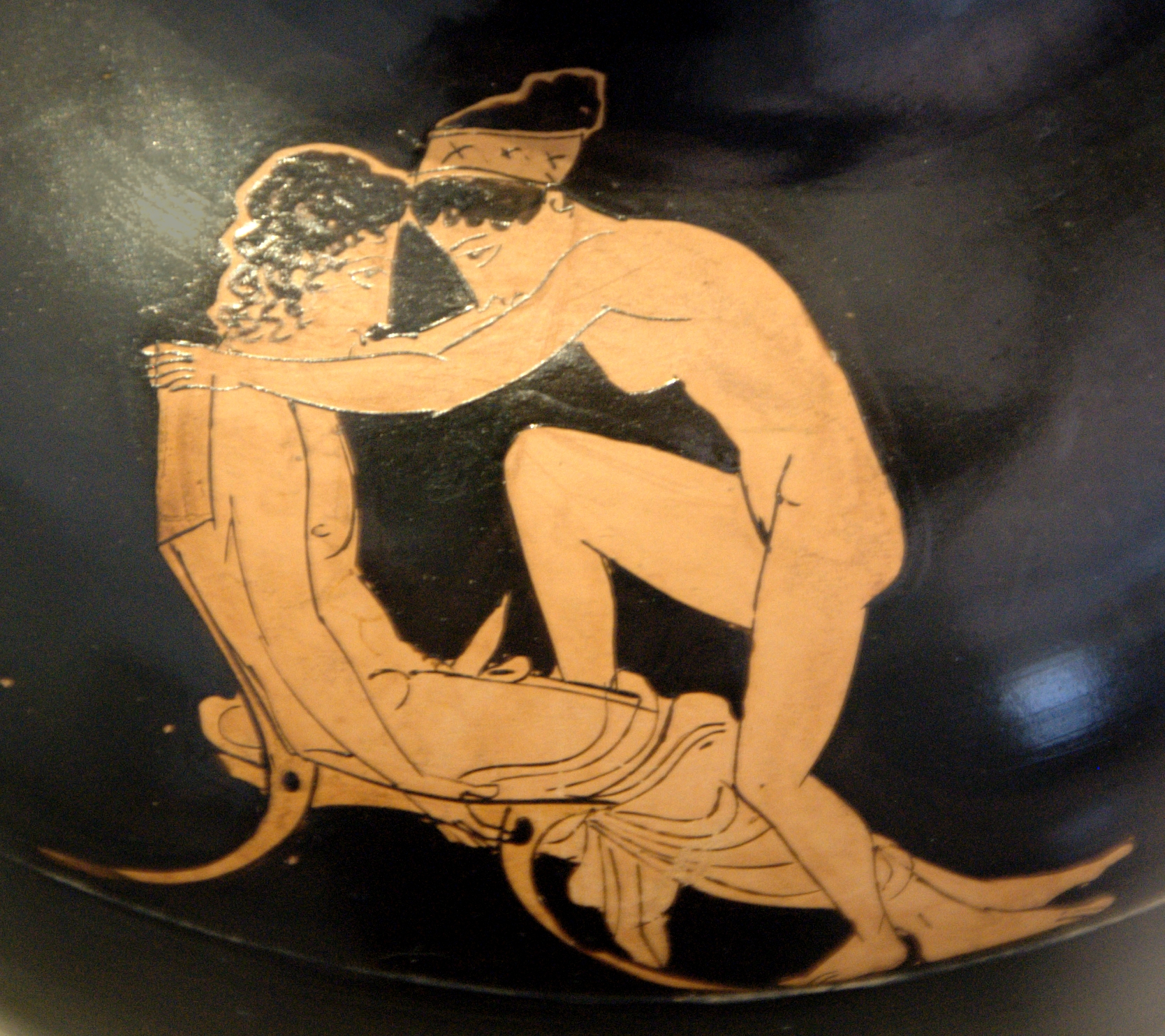
Junge Hetäre und ein Jüngling beim Liebesspiel auf einer attisch-rotfigurigen Oinochoe des Schuwalow-Malers und des S-Töpfers, um 430 v. Chr., Antikensammlung Berlin

Hetären (altgriechisch ἑταῖραι hetairai „Gefährtinnen“, Singular ἑταίρα hetaira) waren weibliche Prostituierte im Altertum. Im Gegensatz zu Huren (πόρναι pornai, Singular πόρνη porne) waren sie sozial anerkannt. Die antiken Hetären waren gebildet und betrieben gewerbsmäßig Musik. Sie beherrschten die Kunst des Tanzes und des Gesangs, sie spielten Aulos und Kithara. Musikalisch besonders berühmt als Aulosbläserinnen wurden die Hetären Lamia von Athen und Aphrodite Belestiche.
Nach der gesetzlichen Regelung der Prostitution in Athen durch die Gesetzgebung Solons (* um 640 v. Chr.; † um 560 v. Chr.) flossen auch dem Staat Einnahmen daraus zu, die Steuer Pornikon telos (Πορνικὸν τέλος). Im antiken Griechenland war es nicht verpönt, Umgang mit Hetären zu haben, da griechische Frauen vor allem im Haushalt (Oikos) tätig und im Gegensatz zu den Gefährtinnen in Kunst, Kultur, Literatur und Philosophie meist nicht bewandert waren. Der Lohn der Hetäre konnte von einem geringen Entgelt bis zu sehr hohen Summen reichen. Die Abgrenzung zwischen einfacher Prostitution und Hetärentum ist, wenn überhaupt, meist schwer möglich.
Bekannte Hetären waren etwa Lais von Korinth, Lais von Hykkara, Lamia (eine Hetäre von Demetrios I. Poliorketes), Leaina, Neaira, Phryne – angeblich das Modell der berühmten Frauenstatue der Aphrodite von Knidos des Bildhauers Praxiteles –, Rhodopis, Thaïs (Hetäre Alexanders des Großen und von Ptolemaios I. Soter) sowie Pythionike und Glykera (Hetären des Harpalos).
Die Hetäre ist auch ein sehr häufiger Typ in der antiken Komödie, etwa bei Plautus und Terenz. Im kaiserzeitlichen Rom waren zeitweise die vornehmsten Römerinnen Hetären, bis ein Senatsbeschluss dies verbot, wenn der Vater oder Gatte den Ritterstand innehatte. 
Die angesehene weibliche Lebensform der antiken Hetäre wird häufig mit der anderer Länder und Epochen verglichen: Mätresse (Frankreich), Kurtisane (Frankreich/Italien), Gisaeng (Korea), Kalavanti (Indien) und Geisha (Japan).
Die ursprüngliche und zugrundeliegende männliche Form des Wortes – hetairos, „Gefährte, Freund, Genosse“ – ist nicht mit dem weiblichen Begriff zu vergleichen und bezeichnet ein grundsätzlich anderes Beziehungskonzept.